# Sociedade classificadora
No setor da navegação, as Sociedades Classificadoras são empresas, entidades ou organismos reconhecidos para atuarem em nome da Autoridade Marítima Brasileira na regularização, controle e certificação de embarcações nos aspectos relativos à segurança da navegação, salvaguarda da vida humana e prevenção da poluição ambiental. As normas e procedimentos previstos na presente norma complementam os dispositivos legais em vigor, não desobrigando os utilizadores de conhecer esses dispositivos, em especial a Lei nº 9537, de 11/12/97, que dispõe sobre a segurança do tráfego aquaviário (LESTA) e o Decreto nº 2.596, de 18/05/98 (RLESTA). Além dos representantes da Autoridade Marítima devidamente designados, somente as Sociedades Classificadoras formalmente reconhecidas por meio de Acordo de Reconhecimento poderão realizar, em nome da Autoridade Marítima Brasileira, auditorias, inspeções, vistorias, emissões de certificados e demais documentos previstos nas Convenções e Códigos Internacionais, dos quais o país é signatário e/ou nos quais a legislação nacional é aplicável. 